# Anica
Anica est un prénom féminin pouvant désigner:

## Prénom
- Anica Černej (en) (1900-1944), poètesse et auteure slovène
- Anica Dobra (née en 1963), actrice et chanteuse serbe
- Anica Kovač (en) (née en 1976), mannequin croate
- Anica Neto (née en 1972), joueuse angolaise de handball
- Anica Nonveiller (en) (née en 1957), journaliste et productrice canadienne

## Sigle
- ANICA, le sigle de l'Associazione nazionale industrie cinematografiche audiovisive e digitali